# Bündnerschist
| Geologie van de Alpen |
| --- |
| Weisshorn |
| Tektonische indeling |
| Molassebekken |
| Helvetische Zone |
| Penninische Dekbladen |
| Austroalpiene Dekbladen |
| Zuidelijke Alpen |
| Geologische structuren |
| Aarmassief · Dent Blanche-nappe · Engadin-venster · Hohe Tauern-venster · Periadriatische lijn · Ivrea-zone · Lepontin dome · Rhône-Simplonlijn · Sesia-zone |
| Paleogeografische gebieden |
| Valais-oceaan |
| Briançonnais microcontinent |
| Piëmont-Liguriëbekken |
| Apulische of Adriatische plaat |
| Portaal Geologie |

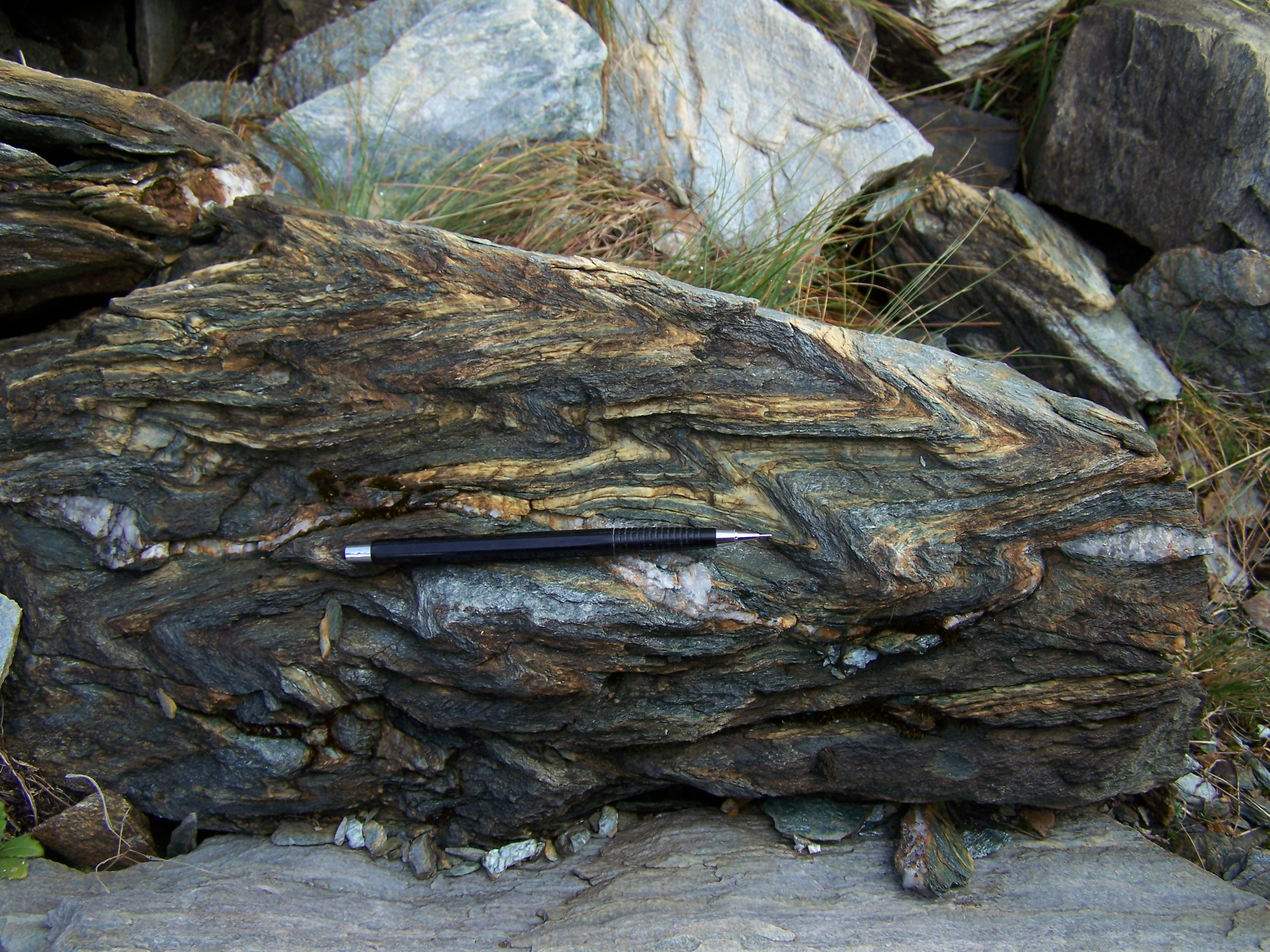
Isoclinaal geplooide Bündner schist bestaande uit chlorietrijke (groene) en dolomietrijke (witte) laagjes. Locatie: Adula Decke, Lukmanierpas (Zwitserland).

Bündner schist of Bündner leisteen (Duits: Bündnerschiefer, Frans: schistes lustrés) is een verzamelnaam voor geologische formaties in de Penninische Dekbladen in de Alpen die bestaan uit van oorsprong mariene sedimenten.
De Bündner schist werd in het Mesozoïcum afgezet in de diepere delen van de oceanische bekkens die zich op de plek van de huidige Alpen bevonden: de Valais Oceaan en het Piëmont-Liguriëbekken. Ze vormden een meerdere kilometers dikke monotone laag donkere kleien, mergels en zandige kalksteen. Deze sedimentaire gesteenten zijn tijdens de Alpiene orogenese diep gesubduceerd en daarbij gemetamorfoseerd tot kalkhoudende fyllieten en schisten, sterk gefolieerde gesteentes met veel mica's. Ze kunnen door de hele Penninische zone in de Alpen gevonden worden en vormen vaak grote ingeplooide synclines (zogenaamde muldes) in of zwakkere zones tussen de hardere kristallijne dekbladen, die bestaan uit gneissen.
Bündner schisten komen vaak samen met ofiolieten voor, contacten tussen deze gesteenten zijn vaak op ingewikkelde wijze geplooid.